# Bellova Ves
Bellova Ves (ungarisch Vittény) ist eine Gemeinde im Südwesten der Slowakei mit 365 Einwohnern (Stand 31. Dezember 2024). Sie gehört zum Okres Dunajská Streda, einem Teil des Trnavský kraj.

## Geographie
Die Gemeinde befindet sich im Nordteil der Großen Schüttinsel, einem Teil des slowakischen Donautieflands. Das Ortszentrum liegt auf einer Höhe von 119 m n.m. und ist 20 Kilometer von Dunajská Streda entfernt.
Nachbargemeinden sind Nový Život im Westen und Norden, Blahová im Osten und Lehnice im Süden.

## Geschichte
Bellova Ves wurde in den 1920er Jahren nach der ersten tschechoslowakischen Bodenreform als Kolonie am alten Meierhof Vitény gegründet. Die Kolonie war in insgesamt acht Katastralgemeinden geteilt und hatte im Jahr 1929 310 Einwohner. 1938 wohnten in Bellova Ves 26 mährische, 25 slowakische, 9 ungarische sowie eine tschechische Familie.
1938–45 gehörte das Dorf aufgrund des Ersten Wiener Schiedsspruchs noch einmal zu Ungarn. Nach dem Ende des Zweiten Weltkriegs war der Ort zuerst Teil von Tonkovce und gliederte sich 1955 aus. Von 1976 bis 1990 war Bellova Ves Teil der Gemeinde Blahová, seit 1991 ist es wieder selbstständig.

## Bevölkerung
| Jahr                | 1994 | 2004     | 2014     | 2024     |
| ------------------- | ---- | -------- | -------- | -------- |
| Anzahl der Personen | 165  | 184      | 255      | 365      |
| Unterschied         |      | +11,51 % | +38,58 % | +43,13 % |

| Jahr                | 2023 | 2024    |
| ------------------- | ---- | ------- |
| Anzahl der Personen | 358  | 365     |
| Unterschied         |      | +1,95 % |

Nach der Volkszählung 2011 wohnten in Bellova Ves 229 Einwohner, davon 130 Slowaken, 76 Magyaren, drei Tschechen und ein Mährer. 19 Einwohner machten keine Angabe. 131 Einwohner bekannten sich zur römisch-katholischen Kirche, zehn Einwohner zur Evangelischen Kirche A. B. sowie jeweils ein Einwohner zu den Zeugen Jehovas, zur griechisch-katholischen Kirche und zur kongregationalistischen Kirche. 43 Einwohner waren konfessionslos und bei 32 Einwohnern wurde die Konfession nicht ermittelt.